# Thorogobius angolensis
Thorogobius angolensis é uma espécie de peixe da família Gobiidae e da ordem Perciformes.

## Morfologia
- Os machos podem atingir 10,7 cm de comprimento total.[5][6]

## Habitat
É um peixe marítimo, de clima tropical e demersal que vive entre 26-135 m de profundidade.

## Distribuição geográfica
É encontrado no Oceano Atlântico oriental: desde Pointe Noire (República do Congo) até ao Sul de Angola (13°05'S).

## Observações
É inofensivo para os humanos.